# Simo Parpola

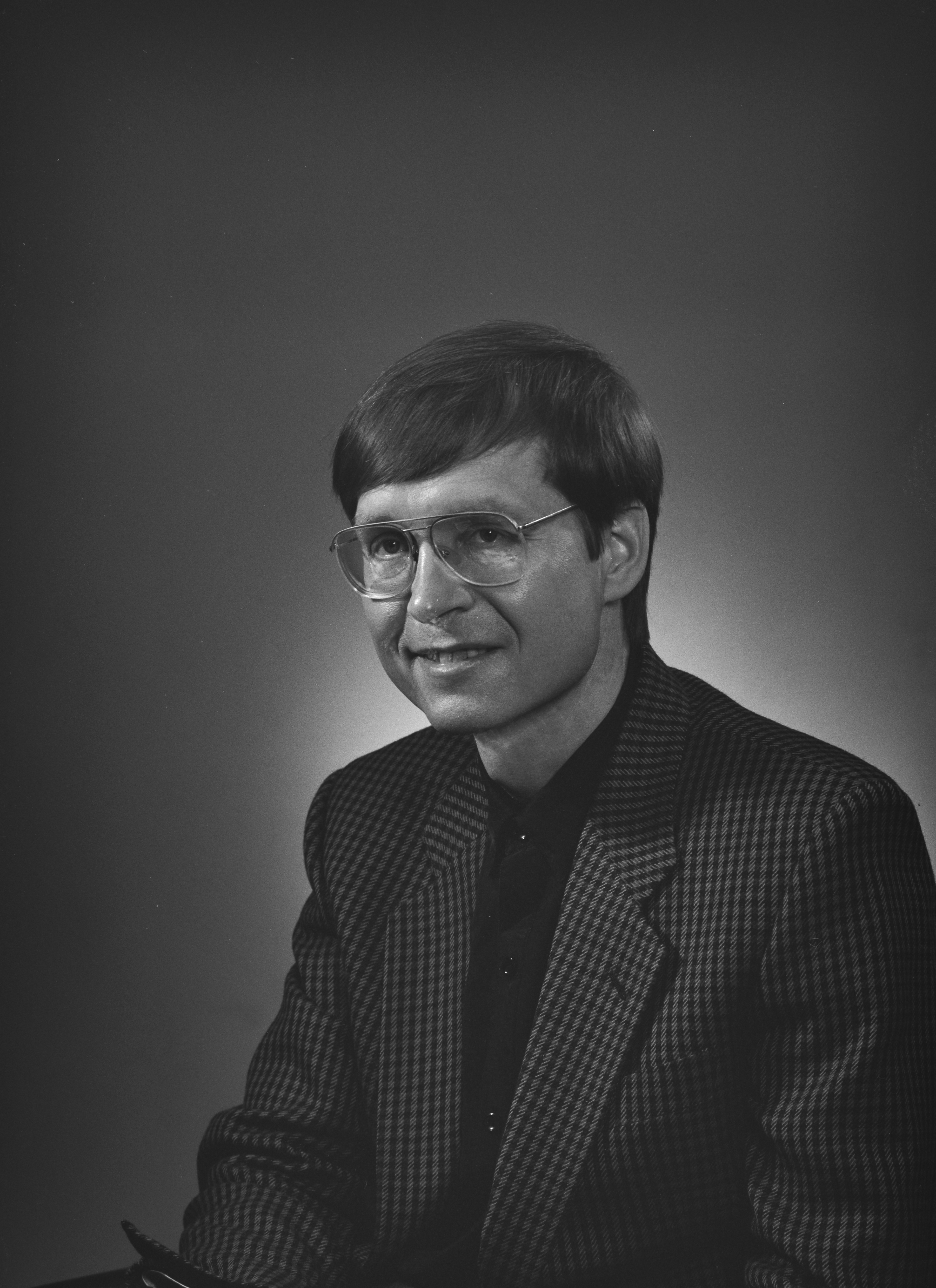
Simo Parpola år 1993.

Simo Kaarlo Antero Parpola, född 4 juli 1943 i Helsingfors, är en finländsk assyriolog. Han är professor emeritus vid Helsingfors universitet.

## Akademisk gärning
Parpola knöt samman det assyriska heliga trädet med en judisk tradition som ingår i den så kallade kabbala. Parpola har försökt påvisa hur de här gudarna tillsammans med sina tal passas in i ett diagram som överensstämmer med det sefirotiska trädet, och han anser att han har funnit nyckeln till en förståelse av de hemliga och dolda idéer och föreställningar som har bestämt assyriernas uppfattning av den kosmiska ordningen.
Parpola gick i pension 2009.
Han utnämndes till ledamot av Finska Vetenskaps-Societeten 1980, av Finska Vetenskapsakademien 1993 och av Academia Europaea 2001. Han är även ledamot av Det Norske Videnskaps-Akademi samt hedersledamot av American Oriental Society.

## Familj
Simo Parpola är bror till indologen Asko Parpola. Armas Salonen, hans föregångare på professorsstolen, var hans morbror.